# Tat'jana Larina
Tat'jana Genrichovna Larina (in russo Татьяна Генриховна Ларина?; Konakovo, 18 luglio 1963) è un'ex cestista e allenatrice di pallacanestro russa, fino al 1991 sovietica.

## Carriera
Con la Russia ha disputato i Campionati europei del 1995.